# Harmony (Nueva York)
Harmony es un pueblo ubicado en el condado de Chautauqua en el estado estadounidense de Nueva York. En el año 2000 tenía una población de 2.339 habitantes y una densidad poblacional de 19.8 personas por km².

## Geografía
Harmony se encuentra ubicado en las coordenadas 42°3′30″N 79°26′30″O / 42.05833, -79.44167.

## Demografía
Según la Oficina del Censo en 2000 los ingresos medios por hogar en la localidad eran de $32,578, y los ingresos medios por familia eran $39,167. Los hombres tenían unos ingresos medios de $31,927 frente a los $19,122 para las mujeres. La renta per cápita para la localidad era de $15,292. Alrededor del 10.6% de la población estaban por debajo del umbral de pobreza.